# Pseudographiella variiseptata
Pseudographiella variiseptata är en svampart som beskrevs av E.F. Morris 1966. Pseudographiella variiseptata ingår i släktet Pseudographiella, divisionen sporsäcksvampar och riket svampar.   Inga underarter finns listade i Catalogue of Life.